# آئبتیسینویش
آئبتیسینویش (به آلمانی: Aebtissinwisch) یک شهر در آلمان است که در اشتاینبورگ واقع شده‌است. آئبتیسینویش ۵۵ نفر جمعیت دارد.